# Joana d'Anglaterra
Joana d'Anglaterra (octubre de 1165, Anjou - † 4 de setembre de 1199, Abadia de Fontevrault) fou Reina de Sicília i després comtessa de Tolosa.

## Biografia
Era la setena filla d'Enric II d'Anglaterra i Elionor d'Aquitània. Per tant, era germana, entre d'altres, de Ricard Cor de Lleó i de Joan sense Terra. Va passar la infància a les corts de la seva mare a Poitiers i a Winchester. El 1176, el rei Guillem II de Sicília va demanar la seva mà, i Joana va partir cap als dominis del seu pretendent, escortada per l'arquebisbe de Canterbury, Richard de Dover; el bisbe de Norwich i el seu oncle, Hamelí de Warenne, cinquè comte de Surrey. Després d'un viatge accidentat, Joana va contraure matrimoni el 13 de febrer de 1177 i fou coronada reina de Sicília a la catedral de Palerm. El seu únic fill, Bohemon d'Hauteville, duc de la Pulla, va néixer el 1181 i va morir quan era nen.
Després de morir el seu marit, Joana va ser feta presonera pel nou rei, Tancred de Sicília, fins que el seu germà Ricard Cor de Lleó va arribar a Itàlia el 1190, camí de Terra Santa on volia participar en la Tercera Croada. El rei anglès va demanar el seu alliberament i el retorn del seu dot. En rebutjar Tancred aquestes demandes, Ricard va prendre com embargament el monestir i el castell de La Bagnara, i va passar l'hivern a l'illa, on va atacar la ciutat de Messina. Tancred va haver d'accedir a negociar el seu alliberament i el retorn del seu dot.
El març del 1191 Elionor d'Aquitània va arribar a Messina amb la promesa de Ricard, Berenguera de Navarra, a qui va deixar Joana perquè en tingués cura. En tornar a Anglaterra la seva mare, Ricard va proposar el seu casament i va enviar la seva germana en vaixell. Dos dies després, una tempesta va enfonsar alguns vaixells, i la princesa va quedar atrapada a Xipre, mentre Ricard desembarcava a Creta. L'auto-nomenat dèspota de Xipre, Isaac I Comnè, gairebé va capturar les princeses però Ricard va desembarcar a l'illa i va alliberar les princeses, que les va enviar rumb a Sant Joan d'Acre.
Joana era la germana preferida de Ricard, la qual cosa no va eximir-la de ser una peça en els jocs polítics del seu germà. En un d'aquells plans, el nom de Joana va tractar-se com la possible dona del germà de Saladí, Al-Adil, que va regnar a Jerusalem. Joana va negar a casar-se amb un musulmà i Al-Adil amb una cristiana, i aquests plans van fracassar. El rei Felip II de França també va estar interessat a casar-se amb Joana, però aparentment per sospites de consanguinitat, també es va cancel·lar aquesta unió.
Joana es va casar finalment el 1196 amb Ramon VI de Tolosa, amb qui va tenir Ramon VII de Tolosa. El seu nou marit va tractar-la amb pocs miraments. El 1199, quan esperava un segon fill, Joana va haver d'afrontar una rebel·lió nobiliària encapçalada pels senyors de Saint-Félix-de-Caraman. Fugint de la seva probable derrota, va cercar entrar als dominis del seu germà Ricard perquè ell la protegís, però va trobar-lo mort al castell de Châlus-Chabrol. Finalment va trobar refugi a la cort de la seva mare a Rouen.
Allà va demanar enclaustrar-se a l'Abadia de Fontevrault, una demanda força inèdita per a una dona casada i embarassada, però fou acceptada de totes maneres. Va morir poc després quan va donar a llum el seu fill, que va morir poc després del part, i van enterrar-la amb els hàbits de monja. Fou enterrada a la mateixa abadia, on mig segle més tard també van sepultar prop seu el seu fill Ramon VII de Tolosa.